# عالم الأحياء السريري
عالم الأحياء السريري هو مقدم الرعاية الصحية مثل: الطبيب في الطب والصيدلاني والأحيائي المتخصص في الأحياء السريرية، وهو تخصص طبي مشتق من علم الأمراض السريري.
وفي الواقع، يمكن اعتبار التخصصات الفرعية في الأحياء السريرية أهم من [علم الأمراض السريري. حيث يشمل هذا المفهوم علم الأحياء التدخلي الذي يشبه تقنيات التلقيح بالمساعدة.
ويتبع هؤلاء المتخصصون نظام إقامة طبية حيث تختلف مدتها من دولة لأخرى (من 3 إلى 5 سنوات). 
وكثيرًا ما يُستخدم هذا المصطلح في فرنسا وبلجيكا ودول أخرى في أوروبا الغربية أو أفريقيا أو آسيا.